# Super Strat

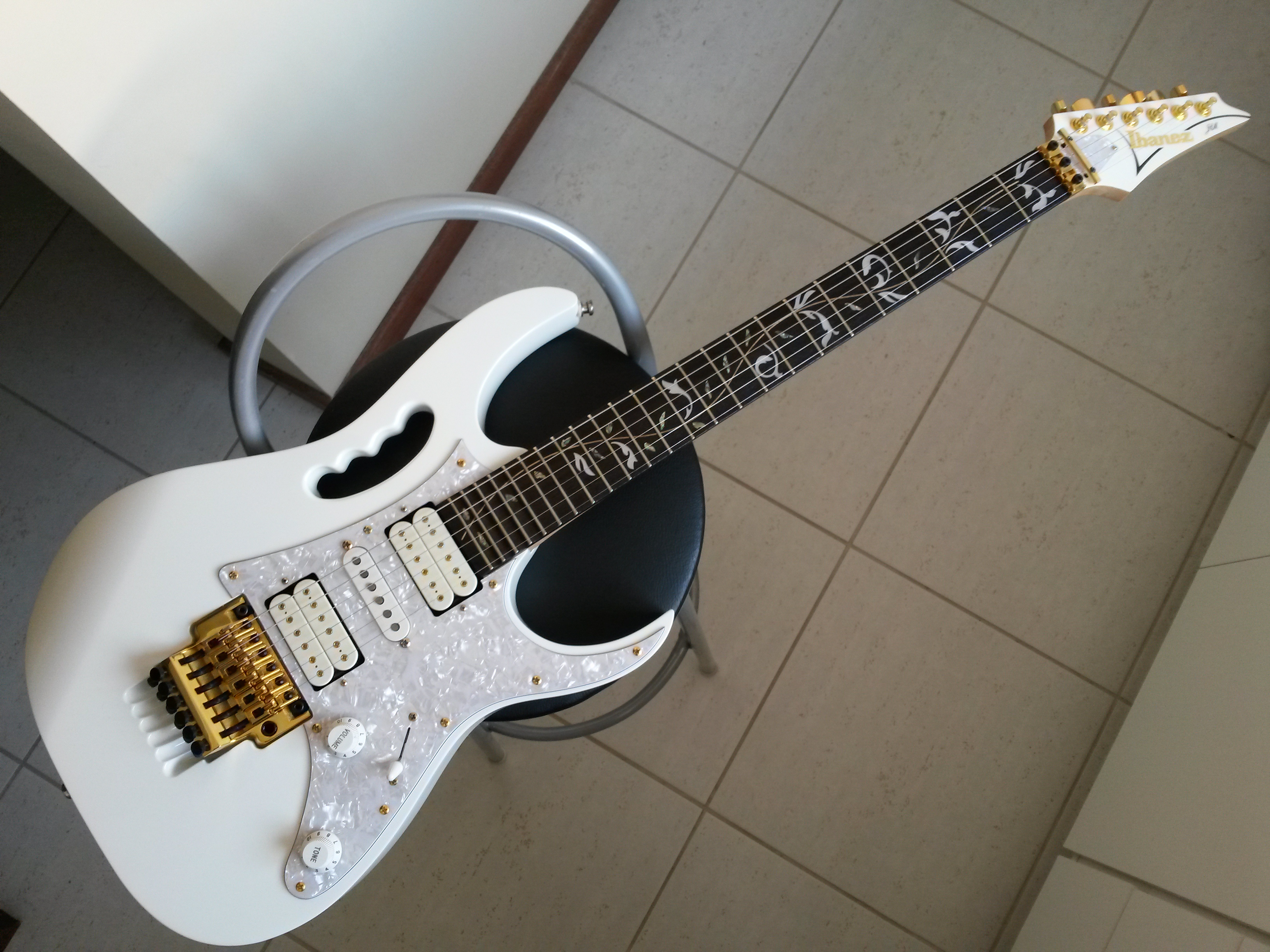
La Ibanez JEM creata per Steve Vai, uno dei più noti modelli di superstrat

Il termine Superstrat indica una chitarra elettrica la cui forma ricorda quella di una Fender Stratocaster ma con caratteristiche tecniche che la rendono più adatta a stili musicali caratteristici del Heavy metal. Solitamente le differenze includono forme del corpo più aggressive, manici più sottili e con raggio minore adatti a chitarristi di alto livello tecnico che suonano a tempi veloci brani musicali complessi, una tastiera da due ottave, spalle mancanti con tagli più profondi per facilitare l'accesso ai tasti più alti, l'utilizzo di pickup di tipo humbucker piuttosto che single coil e ponti tipo Floyd Rose. Talvolta il termine è utilizzato erroneamente per indicare le copie della Stratocaster, in particolare le Lawsuit (termine che designa le repliche giapponesi di fine settanta-primi ottanta prodotte da marchi come Fernandes).

## La storia

### Le origini come modelli custom

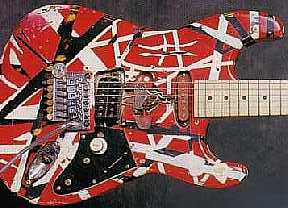
La Frankenstrat di Eddie Van Halen

La Superstrat nasce in seguito all'aumento della popolarità di stili musicali come il metal nei primi anni ottanta, caratterizzati da parti di chitarra sempre più complesse da un punto di vista tecnico. Le superstrat vennero popolarizzate in particolare da Eddie van Halen che costruì da sé la sua celebre chitarra Frankenstrat; la forma della stratocaster piaceva a Van Halen ma i pìckup single coil erano carenti dell'output necessario per ottenere la distorsione tipica del suono di Van Halen, mentre il tremolo Fender non forniva la stabilità di accordatura necessaria per le acrobazie con la whammy bar che a Van Halen piaceva fare. Utilizzando vari pezzi di diverse chitarre Van Halen creò la frankenstrat, caratterizzata da un pickup humbucker al ponte e un tremolo Floyd Rose. In breve molti liutai e chitarristi introdussero modifiche simili ai propri strumenti, tra cui Grover Jackson, che iniziò a costruire chitarre con tutte le caratteristiche che definiscono una superstrat già nel 1981 e la cui azienda, Jackson Guitars, produsse il modello "Soloist", noto come il primo modello di superstrat prodotto in serie, nel 1984. 

### L'inizio della produzione di massa
Tra il 1983 e 1984 aziende come Jackson, Ibanez, Kramer, Charvel, Washburn, Yamaha, Hamer, Guild e ESP tutte iniziarono a produrre in massa modelli di superstrat a causa della crescita del loro mercato visto l'aumento del numero di chitarristi che utilizzavano uno stile veloce e complesso e entro la fine degli anni 80 quasi tutte le aziende produttrici di chitarre includevano un modello di superstrat tra i loro prodotti.

### La risposta di Fender
Vista la crescita del mercato anche Fender inizio a produrre modelli di superstrat basati sulla fender stratocaster come
- Fender Contemporary Stratocaster (1984-1987)
- Fender Performer (1985-1986)
- Fender HM Strat (1988-1992)
- Fender Prodigy (1991-1993)
- Fender Showmaster (1998-2009)

### La risposta di Gibson
Anche Gibson decise di entrare nel mercato producendo modelli dal limitato successo e oramai estremamente rari
- Gibson Victory (1981-1984)
- Gibson WRC (1985-1986) - dopo il limitato successo della Victory, Gibson si rivolse a Wayne Charvel per la costruzione di un nuovo modello di superstrat
- Gibson Q series (1985-1992) - una serie che include diversi modelli di chitarre prodotte tra la fine degli anni '80 e l'inizio degli anni '90
- Gibson US-1 (1987-1994) - un modello di superstrat anch'esso progettato da Wayne Charvel in collaborazione con Gibson

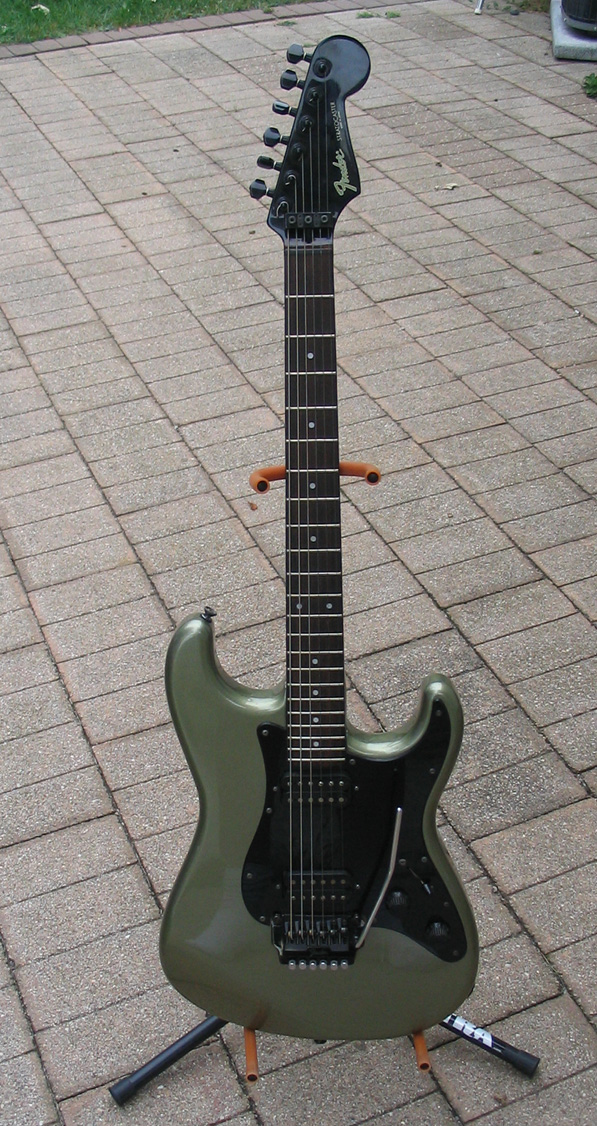
La Fender Contemporary Stratocaster, con pickup humbucker e un ponte di tipo Floyd Rose

- Gibson U-2 (1987-1994)
- Gibson M-III (1991-1997; 2013)
- Gibson M-IV

### La fine dell'era delle superstrat
Con il calo in popolarità delle sonorità heavy metal e del virtuosismo sulla chitarra in favore del grunge, del nu metal e del rock alternativo, calò anche la popolarità delle superstrat in favore di chitarre più adatte a questi nuovi stili. Le compagnie che basavano il proprio modello di business sulla vendita di superstrat andarono incontro a gravi perdite o al fallimento: 
- Guild fu acquistata da Fender nel 1995
- Jackson, Charvel furono acquistate da Fender nel 2002
- Ibanez subì gravi perdite tra il 1991 e il 1993 e dovette ristrutturare la propria offerta introducendo modelli come la Talman
- Kramer dichiarò bancarotta nel 1990 e fu acquistata da Gibson

Nonostante il calo in popolarità delle superstrat, modelli di questo tipo rimangono popolari tra chitarristi metal e virtuosi, e sono tuttora prodotti da molte aziende di dimensioni diverse. Fender tuttora include tra i propri modelli chitarre con caratteristiche tipiche delle superstrat, presentate non più come modelli a sé stanti ma come modifiche al tuttora popolare modello di Stratocaster.